# France aux Jeux olympiques d'été de 1988
L'équipe de France olympique participe aux Jeux olympiques d'été de 1988 à Séoul. Elle y remporte seize médailles : six en or, quatre en argent et six en bronze, se situant à la neuvième place des nations au tableau des médailles. L'escrimeur Philippe Riboud est le porte-drapeau d'une délégation française comptant 274 sportifs (199 hommes et 75 femmes).

## Bilan général
| Place | Sport       | Médaille d'or, Jeux olympiques | Médaille d'argent, Jeux olympiques | Médaille de bronze, Jeux olympiques | Total |
| 1     | Escrime     | 2                              | 1                                  | 0                                   | 3     |
| 2     | Voile       | 2                              | 0                                  | 0                                   | 2     |
| 3     | Equitation  | 1                              | 1                                  | 1                                   | 3     |
| 4     | Judo        | 1                              | 0                                  | 1                                   | 2     |
| 5     | Boxe        | 0                              | 1                                  | 0                                   | 1     |
| 5     | Tir         | 0                              | 1                                  | 0                                   | 1     |
| 7     | Natation    | 0                              | 0                                  | 2                                   | 2     |
| 8     | Athlétisme  | 0                              | 0                                  | 1                                   | 1     |
| 8     | Canoë-Kayak | 0                              | 0                                  | 1                                   | 1     |
| Total | Total       | 6                              | 4                                  | 6                                   | 16    |

## Liste des médaillés français

### Médailles d'or
| Sport              | Discipline          | Sportifs                                                                      | Performance |
| Médailles d'or : 6 |                     |                                                                               |             |
| Équitation         | Saut d’obstacles    | Pierre Durand                                                                 | 1,25 pts    |
| Escrime            | Sabre (H)           | Jean-François Lamour                                                          |             |
| Escrime            | Épée par équipe (H) | Frédéric Delpla Jean-Michel Henry Olivier Lenglet Philippe Riboud Éric Srecki |             |
| Judo               | 71 kg (H)           | Marc Alexandre                                                                |             |
| Voile              | 470                 | Thierry Péponnet Luc Pillot                                                   | 51,70 pts   |
| Voile              | Tornado             | Jean-Yves Le Déroff Nicolas Hénard                                            | 16,00 pts   |

### Médailles d'argent
| Sport                  | Discipline                       | Sportifs           | Performance |
| Médailles d'argent : 4 |                                  |                    |             |
| Boxe                   | 67 kg                            | Laurent Boudouani  |             |
| Équitation             | Dressage                         | Margit Otto Crepin |             |
| Escrime                | Épée (H)                         | Philippe Riboud    |             |
| Tir                    | Carabine à air comprimé 10 m (H) | Nicolas Berthelot  | 101,2 pts   |

### Médailles de bronze
| Sport                   | Discipline                 | Sportifs                                                         | Performance   |
| Médailles de bronze : 6 |                            |                                                                  |               |
| Athlétisme              | 4 × 100 m (H)              | Bruno Marie-Rose Max Morinière Gilles Quénéhervé Daniel Sangouma | 38 s 40       |
| Canoë-Kayak             | C2 500 m (H)               | Joël Bettin Philippe Renaud                                      | 1 min 43 s 82 |
| Équitation              | Saut d’obstacle par équipe | Hubert Bourdy Frédéric Cottier Pierre Durand Michel Robert       | 27,50 pts     |
| Judo                    | 65 kg (H)                  | Bruno Carabetta                                                  |               |
| Natation                | 100 m nage libre (H)       | Stéphan Caron                                                    | 49 s 62       |
| Natation                | 100 m nage libre (F)       | Catherine Plewinski                                              | 55 s 49       |

## Engagés français par sport

### Athlétisme
| Épreuve           | Hommes | Femmes                                                                                             |
| ----------------- | --- | -------------------------------------------------------------------------------------------------- |
| 100 m             | Thierry Lauret : 2e tour Max Morinière : 2e tour Jean-Charles Trouabal : 2e tour                                                         | Laurence Bily : 2e tour Françoise Leroux : 2e tour Patricia Girard : 1er tour                      |
| 200 m             | Gilles Quénéhervé : finale, 20 s 40 (6e place) Bruno Marie-Rose : finale, 20 s 58 (8e place) Daniel Sangouma : 2e tour                   | Marie-José Pérec : 2e tour Muriel Leroy : 2e tour Marie-Christine Cazier : 2e tour                 |
| 400 m             | | Fabienne Ficher : 2e tour Évelyne Elien : 2e tour Nathalie Simon : 2e tour                         |
| 1 500 m           | Rémy Geoffroy : 1/2 finale | |
| 3 000 m           | | Annette Sergent : finale (12e place)                                                               |
| 5 000 m           | Paul Arpin : finale (14e place) Cyrille Laventure : 1/2 finale Pascal Thiébaut : finale (11e place)                                      | |
| 10 000 m          | Jean-Louis Prianon : finale, 27 min 36 s 43 (4e place) Paul Arpin : finale, 27 min 39 s 36 (7e place)                                    | Annette Sergent : finale (19e place)                                                               |
| Marathon          | | Françoise Bonnet : 14e place Maria Lelut : 18e place Jocelyne Villeton : 19e place                 |
| 3 000 steeple     | Raymond Pannier : finale (12e place) Bruno le Stum : 1/2 finale                                                                          | |
| 100 m haies       | | Florence Colle : 2e tour Monique Éwanjé-Épée : finale, 13 s 14 (7e place) Anne Piquereau : 2e tour |
| 110 m haies       | Stéphane Caristan : 1/2 finale Philippe Tourret : 1/2 finale                                                                             | |
| 400 m haies       | | Chantal Beaugeant : 1/2 finale                                                                     |
| 20 km marche      | Martial Fesselier : 16e place Thierry Toutain : 18e place Jean-Claude Corre : 20e place                                                  | |
| 50 km marche      | Alain Lemercier : 16e place Jean-Marie Neff : DQ Éric Neisse : DQ                                                                        | |
| Relais 4 × 100 m  | Max Morinière, Daniel Sangouma, · Gilles Quénéhervé, Bruno Marie-Rose · : finale, 38 s 40 médaille de bronze                             | Patricia Girard, Françoise Leroux, Laurence Bily et Muriel Leroy : finale, 44 s 02 (7e place)      |
| Relais 4 × 400 m  | | Fabienne Ficher, Nathalie Simon, Nadine Debois et Évelyne Elien : 1er tour                         |
| Saut en longueur  | Norbert Brige : finale, 7,97 m (7e place)                                                                                                | |
| Saut en hauteur   | | Maryse Éwanjé-Épée : finale (10e place) Madely Beaugendre : qualifications                         |
| Saut à la perche  | Thierry Vigneron : finale, 5,70 m (5e place) Philippe d'Encausse : finale, 5,60 m (8e place) Philippe Collet : finale, 5,70 m (5e place) | |
| Lancer du disque  | Patrick Journoud : qualifications | |
| Lancer du javelot | Charlus Bertimon : qualifications Stéphane Laporte : qualifications Pascal Lefèvre : qualifications                                      | |
| Heptathlon        | | Chantal Beaugeant : 28e place                                                                      |
| Décathlon         | Christian Plaziat : 8 272 pts (5e place) Alain Blondel : 8 268 pts (6e place)                                                            | |

### Aviron
| Hommes | Femmes |
| --- | --- |
| Un rameur - Pascal Body : éliminatoires Deux de pointe sans barreur - Laurent Lacasa - Alex Pérahia : éliminatoires Quatre de pointe sans barreur - Pascal Bahuaud, Dominique Lecointe, Jean-Jacques Martigue, Olivier Pons : 1/2 finale | Quatre de couple sans barreuse - Monique Coupat - Christine Dubosquelle Christine Gossé - Chantal Lafon : éliminatoires |

### Boxe
| Hommes |
| --- |
| 51 kg - P. Desavoye : 1/8 de finale 54 kg - J. Augustin : 1er tour 63,5 kg - Ludovic Proto : 1/8 de finale 67 kg - Laurent Boudouani : médaille d'argent |

### Canoë-Kayak
| Hommes | Femmes                                                                                       |
| --- | -------------------------------------------------------------------------------------------- |
| C2 500 m : - Philippe Renaud - Joël Bettin : finale, 1 min 43 s 81 médaille de bronze C2 1 000 m : - Pascal Sylvoz - Didier Hoyer : finale, 8e place K1 1 000 m : - Philippe Boccara : 1/2 finale K2 500 m : - Bernard Bregeon - Olivier Lasak : demi-finale K2 1 000 m : - Philippe Boccara - Bernard Bregeon : demi-finale K4 1 000 m - Didier Vavasseur - Christophe Petitbout - Pierre Lubac · Daniel Legras : finale (9e place) | K4 500 m - Sylvie Cuvilly - Claudine Leroux Virginie Vandamme - Béatrice Basson : 1/2 finale |

### Cyclisme
| Hommes | Femmes |
| --- | --- |
| Route Course en ligne : - Jean-François Laffillé : 24e place. - Claude Carlin : 70e place. - Laurent Bezault : 91e place 100 km contre-la-montre par équipes : - Laurent Bezault, Éric Heulot, Pascal Lance, Thierry Laurent : 4e place 1 h 59 min 49 s Piste Kilomètre : - Frédéric Magné : 8e place Poursuite par équipes : - Hervé Dagorne, Pascal Lino, Didier Pasgrimaud et Pascal Potié : 4e place 4 min 22 s 23 Course aux points : - Pascal Lino : 7e place, 21 points. Sprint - Fabrice Colas : 1/8 de finale | Route Course en ligne : - Jeannie Longo-Ciprelli : 21e place - Catherine Marsal : 10e place. - Cécile Odin : 28e place. Piste Sprint : - Isabelle Gautheron : 4e place |

### Équitation
| Mixte |
| --- |
| Saut d'obstacles individuel : - Hubert Bourdy : 2e tour - Frédéric Cottier : 2e tour - Michel Robert : 16e place - Pierre Durand : finale, 1,25 pts médaille d'or Saut d'obstacles par équipes : - Hubert Bourdy - Frédéric Cottier -Michel Robert · Pierre Durand : finale, 27,50 pts médaille de bronze Concours complet individuel - Jean Teulère: 7e place - Vincent Berthet : 27e place - Pascal Morvillers : 29e place - Marie-Christine Duroy : 30e place Concours complet par équipes - Jean Teulère - Vincent Berthet · Pascal Morvillers - Marie-Christine Duroy : · 6e place Dressage individuel - Margit Otto-Crépin : médaille d'argent Dressage par équipes - Margit Otto-Crépin - Dominique d'Esmé - Philippe Limousin : · finale, 8e place |

### Escrime
| Hommes | Femmes |
| --- | --- |
| Épée individuel : - Philippe Riboud : médaille d'argent - Jean-Michel Henry : 18e place - Éric Srecki : 17e place Fleuret individuel : - Philippe Omnès : 9e place - Laurent Bel : 13e place - Patrick Groc : 3e tour Sabre individuel : - Jean-François Lamour : médaille d'or - Pierre Guichot : 11e place - Philippe Delrieu : 4e place Épée par équipes : - Philippe Riboud Jean-Michel Henry Éric Srecki · Olivier Lenglet Frédéric Delpla : médaille d'or Fleuret par équipes : : 6e place Sabre par équipes : : 4e place | Fleuret individuel : - Brigitte Gaudin : 26e place - Laurence Modaine : 32e place - Dominique Paoli : 22e place Fleuret par équipes : - Laurence Modaine, Dominique Paoli, Gisèle Meygret, Nathalie Pallet, Brigitte Gaudin : 8e place |

### Gymnastique
| Hommes | Femmes |
| --- | --- |
| Gymnastique artistique Concours général individuel : - Christian Chevalier : 32e place - Patrick Mattioni : 35e place - Claude Carmona 49e place - Thierry Pecqueux : 51e place Concours général par équipes - Frédéric Longuepée - Claude Carmona - Stéphane Cauterman - Thierry Pecqueux - Patrick Mattioni - Christian Chevalier : 10e place | Gymnastique artistique Concours général individuel - Anne-Marie Bauduin : 81e place - Catherine Romano : 73e place - Karine Boucher 47e place Gymnastique rythmique - Stéphanie Cottel 24e place |

### Haltérophilie
| Hommes |
| --- |
| - L. Fombertasse (56 kg) : 16e place - Pascal Arnou (56 kg) : 9e place - Lionel Gondran (60 kg) : n.c. - Francis Tournefier (100 kg) : finale, 385,0 kg (5eplace) |

### Judo
| Hommes |
| --- |
| - Patrick Roux (-60 kg) : 4e tour - Bruno Carabetta (-65 kg) : médaille de bronze - Marc Alexandre (-71 kg) : médaille d'or - Pascal Tayot (-78 kg) : 4e tour - Fabien Canu (-86 kg) : 4e tour - Stéphane Traineau (-95 kg) : 3etour - Roger Vachon (+95 kg) : 1er tour |

### Lutte
| Hommes |
| --- |
| Greco-romaine - Serge Robert (52 kg) : 3etour - Patrice Mourier (57 kg) : 3e tour - Gilles Jalabert : 7e place - Franck Abrial (68 kg) : 3e tour - Martial Mischler (74 kg) : 5e place - Jean-François Court (90 kg) : 3e tour Libre - Thierry Bourdin (52 kg) : 4e tour - Gérard Santoro (68 kg) : 2e tour - Bruno Beudet (74 kg) : 2e tour |

### Natation
| Hommes | Femmes |
| --- | --- |
| Natation 50 m nage libre - Stéphan Caron : séries - Christophe Kalfayan : finale B 100 m nage libre - Stéphan Caron : finale, 49 s 62 médaille de bronze - Christophe Kalfayan : séries 200 m nage libre - Stéphan Caron : séries - Ludovic Depickère : séries 400 m nage libre - Franck Iacono : séries 1 500 m nage libre - Christophe Marchand : séries - Franck Iacono : séries 100 m dos - Renaud Boucher : séries - Franck Schott : séries 200 m dos - David Holderbach : séries 100 m brasse - David Leblanc : séries - Cédric Pénicaud : séries 200 m brasse - David Leblanc : séries - Cédric Pénicaud : finale B 100 m papillon - Ludovic Depickère : séries 200 m papillon - Christophe Bordeau : finale B 200 m 4 nages - Christophe Bordeau : finale B 400 m 4 nages - Christophe Bordeau : finale B - Laurent Journet : séries Relais 4 × 100 m nage libre - Stéphan Caron, Laurent Neuville, Bruno Gutzeit, Christophe Kalfayan : · finale, 3 min 20 s 02 (4e place) Relais 4 × 200 m nage libre - Franck Iacono, Michel Pou, Olivier Fougeroud, · Ludovic Depickère : finale (7eplace) Relais 4 × 100 m 4 nages - Franck Schott, David Leblanc, Ludovic Depickère, · Bruno Gutzeit : séries Plongeon Tremplin - Jérôme Nalliod : 24e place Haut vol - Frédéric Pierre : 23e place | Natation 50 m nage libre - Catherine Plewinski : finale, 25 s 90 (7e place) 100 m nage libre - Catherine Plewinski : finale, 55 s 49 médaille de bronze - Jacqueline Delord : séries 200 m nage libre - Cécile Prunier : finale, 2 min 02 s 88 (8e place) 400 m nage libre - Cécile Prunier : finale B 800 m nage libre - Karyn Faure : séries - Cécile Prunier : séries 100 m papillon - Catherine Plewinski : finale, 59 s 58 (4e place) - Jacqueline Delord : finale B 200 m papillon - Claire Supiot : séries 100 m brasse - Pascaline Louvrier : séries - Virginie Bojaryn : séries 200 m brasse - Pascaline Louvrier : séries - Virginie Bojaryn : séries 100 m dos - Laurence Guillou : séries 200 m dos - Christine Magnier : séries 400 m 4 nages - Christine Magnier : finale B 4 × 100 m 4 nages Laurence Guillou, Pascaline Louvrier, Jacqueline Delord, Catherine Plewinski : séries Natation synchronisée Individuel - Muriel Hermine : finale, 190,100 (4e place) - Karine Schuler : qualifications - Anne Capron : qualifications Duo - Karine Schuler et Anne Capron : finale, 184,792 (4e place) |

### Pentathlon moderne
| Hommes |
| --- |
| Individuel : - Bruno Génard : 37e place - Joël Bouzou : 8e place - Christophe Ruer : 5e place Par équipes : - France : 15 268 pts (4e place) |

### Tennis
| Hommes | Femmes |
| --- | --- |
| Simple messieurs : - Guy Forget : 1/8 de finale - Henri Leconte : 2e tour Double messieurs : - Henri Leconte - Guy Forget : 1/4 de finale | Simple dames : - Catherine Suire : 1/8 de finale - Isabelle Demongeot : 1er tour - Nathalie Tauziat : 2e tour Double dames : - Isabelle Demongeot - Nathalie Tauziat : 1/4 de finale |

### Tennis de table
| Hommes |
| --- |
| Simple messieurs : - Jean-Philippe Gatien : phase de poule - P. Birocheau : phase de poule Double messieurs : - P. Birocheau - Jean-Philippe Gatien : phase de poules |

### Tir
| Hommes | Femmes |
| --- | --- |
| Pistolet air comprimé - Philippe Cola : 12e place - Pierre Brémond : 23e place Pistolet libre - Philippe Cola : 19e place - Bruno Deprez : 33e place Pistolet tir rapide - Christian Kezel : 26e place Cible courante - Jean-Luc Tricoire : 11e place Carabine à air comprimé - Nicolas Berthelot : finale, 101,2 médaille d'argent - Franck Badiou : 10e place Carabine (3 positions) - Jean-Pierre Amat : 13e place - Pascal Bessy : 21e place Carabine couché - Jean-Pierre Amat : 32e place - Pascal Bessy : 32e place Fosse olympique - Christophe Guelpa : 22e place Skeet - Jacques Lanfranchi : 20e place - Stéphane Tyssier : 44e place | Pistolet sport - Évelyne Manchon : finale, 7e place - Martien Guépin : 18e place Pistolet à air comprimé - Évelyne Manchon : 12e place - Rachel Morin : 33e place Carabine à air comprimé - Dominique Auprètre : 20e place - Valérie Malet : 20e place Carabine standard - Dominique Esnault : 23e place - Isabelle Héberlé : 30e place |

### Tir à l’arc
| Hommes | Femmes |
| --- | --- |
| Individuel : - Olivier Heck : 1/8 de finale - Thierry Venant : éliminatoires - Claude Franclet : éliminatoires Par équipes : - 1/2 finale (10e place) | Individuel : - Catherine Pellen : 1/4 de finale - Nathalie Hibon : éliminatoires - Marie-Josée Bazin : éliminatoires Par équipes : - Finale (8e place) |

### Voile
| Hommes | Femmes                                              |
| --- | --------------------------------------------------- |
| 470 : - Thierry Péponnet - Luc Pillot : 51,70 médaille d’or Finn : - Luc Choley : 23e place Tornado : - Jean-Yves Le Déroff et Nicolas Hénard : 16,00 médaille d’or Soling : - Michel Kermarec, S. Driupaux, Xavier Phelipon : 6e place Flying Dutchman - Laurent Delage - Daniel Ferré : 12e place | 470 : - Florence Le Brun et Sophie Bergé : 8e place |

### Volley-ball
| Hommes |
| --- |
| Premier tour - Pays-Bas bat France (3-1) - France bat Japon (3-1) - France bat Tunisie (3-0) - États-Unis bat France (3-0) - Suède bat France (3-2) - France bat Algérie (3-0) 1/4 de finale : - Bulgarie bat France 3-0 (15-8) (15-12) (15-11) Place finale : 8e |
| L'équipe - Philippe Blain - Jean-Baptiste Martzluff - Hervé Mazzon - Éric N'Gapeth - Éric Bouvier - Christophe Meneau - Jean-Marc Jurkovitz - Laurent Tillie - Olivier Rossard - Patrick Duflos - Alain Fabiani - Philippe Salvan                                 |

### Water polo
| Hommes |
| --- |
| Premier tour - France bat Corée (16-5) - RFA bat France (10-9) - URSS bat France (18-4) - Italie bat France (14-8) - Australie bat France (7-6) 5e de poule : éliminés Match de classement - France bat Chine (11-4) - Grèce bat France (10-7) Place finale : 10e |
| L'équipe - Arnaud Bouet - Marc Brisfer - Marc Crousillat - Pierre Garsau - Bruno Boyadjian - Philippe Hervé - Michel Idoux - Thierry Alimondo - Michel Crousillat - Nicolas Marischael - Nicolas Jeleff - Pascal Perot - Christian Volpi                          |